# 加村健一
加村 健一（かむら　けんいち、1978年5月5日 - ）は、日本のキックボクサー。千葉県出身。身長170cm、体重55kg。伊原道場所属。元新日本キックボクシング協会バンタム級王者。

## 来歴
元々はＭＡキックでデビュー、後に2002年半ば頃から新日本キックへ移籍。
2000年11月、山本ノボルに判定勝ち。2001年9月、アトム山田に判定ドロー。2002年1月、阿部乃に判定勝ち。
2002年10月、風陣にＫＯ勝ち。
2003年5月、小川和宏に勝ち新日本キックバンタム級王者に。2003年7月、トゥンソンノーイに判定負け。2003年10月、申雄俊にＫＯ勝ち。
2004年3月、岡田に判定勝ち。2004年5月、小鳥に判定勝ち。2004年7月、ビン・インウクに判定ドロー。2004年11月、クリス・ホワイトに判定負け。
2005年1月、岡田に判定勝ち。2005年7月、ノッパチャイに判定ドロー。2005年8月、蘇我に判定負け王座陥落。